# Franjeteenleguanen
Franjeteenleguanen (Uma) zijn een geslacht van hagedissen uit de familie Phrynosomatidae.

## Naam en indeling
De wetenschappelijke naam van de groep werd voor het eerst voorgesteld door Spencer Fullerton Baird in 1859. Er zijn zeven soorten, de soort Uma rufopunctata wordt sinds 2016 niet meer erkend.

### Soorten
Het geslacht omvat de volgende soorten, met de auteur en het verspreidingsgebied.
| Naam           | Auteur                                        | Verspreidingsgebied                                                      |
| -------------- | --------------------------------------------- | ------------------------------------------------------------------------ |
| Uma cowlesi    | Heifetz, 1941                                 | Verenigde Staten (Arizona)                                               |
| Uma exsul      | Schmidt & Bogert, 1947                        | Mexico (Coahuila de Zaragoza)                                            |
| Uma inornata   | Cope, 1895                                    | Verenigde Staten (Californië)                                            |
| Uma notata     | Baird, 1858                                   | Mexico (Baja California, Sonora), Verenigde Staten (Arizona, Californië) |
| Uma paraphygas | Williams, Chrapliwy & Smith, 1959             | Mexico (Coahuila de Zaragoza, Chihuahua, Durango)                        |
| Uma scoparia   | Cope, 1894                                    | Verenigde Staten (Arizona, Californië)                                   |
| Uma thurmanae  | Derycke, Gottscho, Mulcahy & De Queiroz, 2020 | Verenigde Staten (Arizona)                                               |

## Uiterlijke kenmerken
De hagedissen hebben een zandbruine kleur zodat ze niet opvallen in hun omgeving. De kop heeft de vorm van een wig, opdat de leguaan zich snel kan ingraven in het zand. De ogen en neusgaten zijn voorzien van klepjes die voorkomen dat zand binnendringt. Mannetjes hebben een zwarte vlek op de buik die zijn gebruiken om andere mannetjes af te schrikken.

## Verspreiding en habitat
De soorten komen voor in delen van Noord-Amerika, in het zuiden van de Verenigde Staten en het noorden van Mexico.
De habitat kan bestaan uit gematigde woestijnen of scrubland, maar alle soorten zijn daarnaast te vinden in zeer hete woestijnen met los zand. De temperatuur van het bodemoppervlak varieert van bijna twintig graden onder nul tot bijna negentig graden Celsius. De hagedissen hebben uit-stekende schubben aan de tenen om het hete zand te mijden.

## Beschermingsstatus
Door de internationale natuurbeschermingsorganisatie IUCN is aan alle soorten, behalve aan de uma thurmanae, een beschermingsstatus toegewezen. Eén soort wordt gezien als 'veilig' (Least Concern of LC), twee soorten worden gezien als 'bedreigd' (Endangered of EN) en drie soorten als 'gevoelig' (Near Threatened of NT).
Callisaurus · Cophosaurus · Holbrookia · Petrosaurus · Phrynosoma · Stekelleguanen · Uma · Urosaurus · Uta